# Aechmeta indotata
Aechmeta indotata är en stekelart som först beskrevs av Davis 1897.  Aechmeta indotata ingår i släktet Aechmeta och familjen brokparasitsteklar. Inga underarter finns listade i Catalogue of Life.